# پلیس ملی مصر
پلیس ملی مصر (انگلیسی: Egyptian National Police) سازمان اجرای قانون مصر است، که در سال ۱۸۰۵ تأسیس شد و در زمینه مبارزه با تروریسم و نجات گروگان، مبارزه با انواع جرایم، حفظ سلامت عمومی و تأمین آرامش شهروندان فعالیت می‌کند.
نیروی پلیس ملی مصر در یک سیستم سلسله مراتبی و جغرافیایی توزیع شده ساختار یافته است که پوشش ملی و فرماندهی کارآمد را تضمین می‌کند. نیروی پلیس تحت نظارت وزارت کشور فعالیت می‌کند و در سطوح منطقه‌ای متعددی سازماندهی شده است تا اجرای قانون را در سراسر کشور مدیریت کند.